# Fissure anale
Ne doit pas être confondu avec fistule anale.
 Mise en garde médicale
La fissure anale est une ulcération douloureuse, aiguë ou chronique, de la marge anale. Affection fréquente, elle représente le deuxième motif de consultation en proctologie, après la pathologie hémorroïdaire.

## Épidémiologie
Les données sont imprécises, ne reposant le plus souvent que sur des questionnaires déclaratifs. En 2003, sur la base d'un échantillon représentatif de la population française adulte, 13 % des personnes ont déclaré avoir souffert d'une fissure anale, et moins de 1 % avoir été opérées d'une fissure anale. D'autres sources, issues du PMSI, évaluent à environ 15 000 le nombre d'interventions chirurgicales annuelles pour fissure anale en France.
La fissure anale survient à tout âge, chez l'enfant, plus souvent chez le tout-petit que chez le grand enfant, et chez l'adulte plus souvent entre 30 et 50 ans. 
L'incidence est équivalente dans les deux sexes. Chez la femme, elle survient souvent dans les suites d'un premier accouchement.

## Diagnostic
Il est primordial de se soigner dès les premiers signes pour permettre une cicatrisation en phase aiguë, et éviter une prise en charge chirurgicale. Il est donc fortement recommandé de se faire examiner par un médecin.

### Fissure récente aiguë
Le diagnostic est en principe aisé, la fissure étant directement accessible à l'inspection de la marge anale, plus difficilement en cas de douleur avec contracture anale. Il repose sur une triade :
- douleur aiguë, à type de brûlure, évoluant typiquement en trois temps : à l'exonération des selles, puis une sédation transitoire des douleurs de quelques secondes à plusieurs minutes, une reprise de la douleur de façon plus ou moins prolongée (plusieurs heures) ;
- saignement fréquent, en général modéré, à l'essuyage (visible sur le papier hygiénique) ;
- ulcération superficielle en forme de raquette (bord externe élargi), à fond rosé, à bords nets et plats. Cette ulcération suit les plis radiaires de la muqueuse.

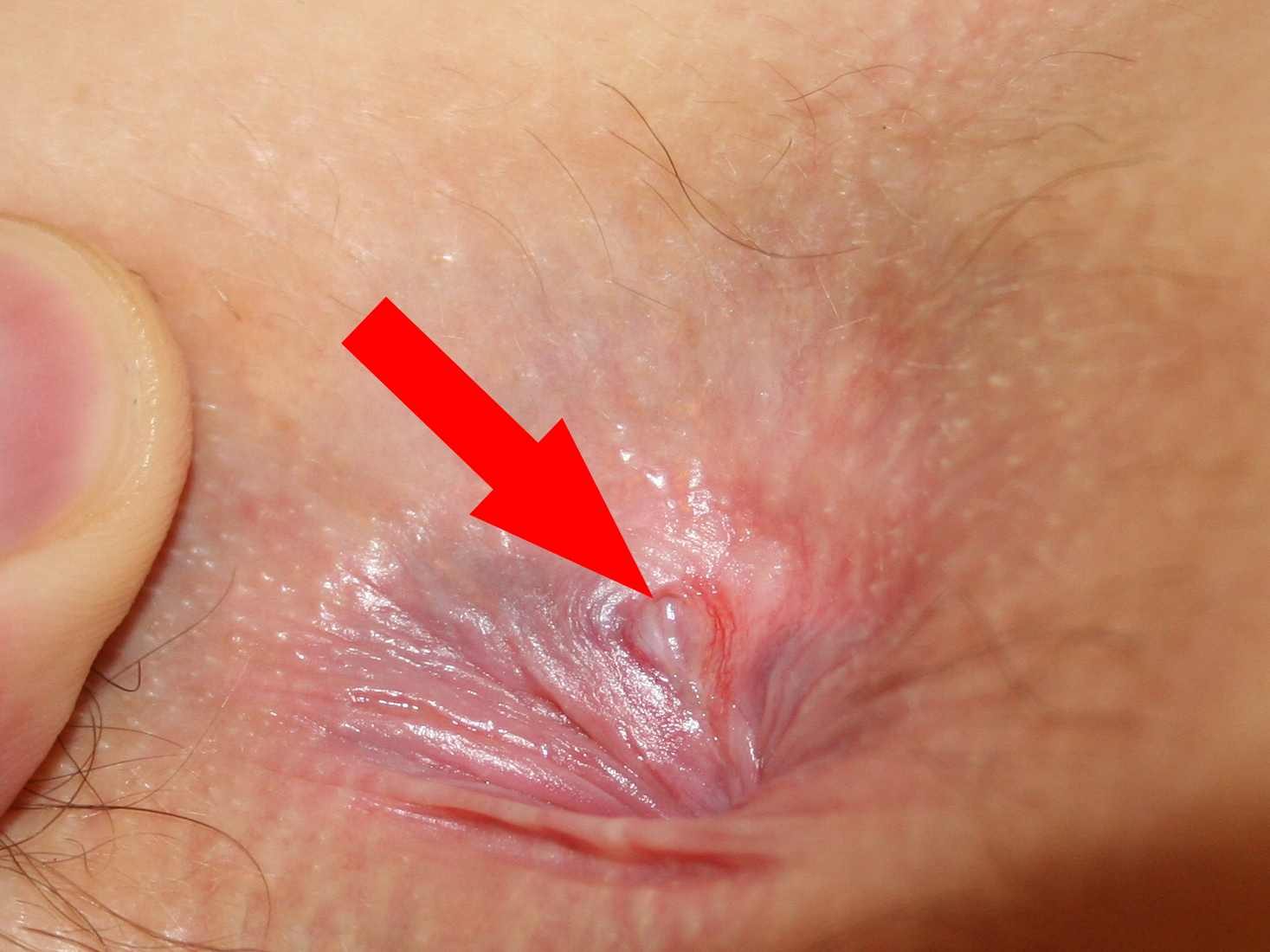
Fissure anale

Cette fissure peut s'accompagner d'une appréhension de la défécation, avec une constipation réflexe, ce qui instaure un cercle vicieux,. L'interrogatoire retrouve aussi parfois un contexte de traumatisme. 
L'examen proctologique est simple, il se fait en position genu pectorale. Le déplissement doux de la marge anale permet de voir l'ulcération. La palpation douce met en évidence une contracture douloureuse du sphincter anal interne.  Le toucher rectal est peu utile et très douloureux.
Un anuscope est parfois employé afin de visualiser les berges de la fissure et de rechercher d'éventuelles complications. 
La fissure anale est dans la majorité des cas unique, située à la commissure postérieure de l'anus. Une fissure anale antérieure, ou double (antérieure et postérieure), n'est pas rare et se retrouve souvent chez les femmes en période post-partum.
La cicatrisation peut se faire spontanément (50 % à 1 mois), d'autant mieux que le tonus anal de repos est plus proche de la normale. Cependant, la récidive est fréquente, surtout chez le patient constipé. Il est donc primordial d'adapter une bonne hygiène de vie, une alimentation riche en fibres, une prise de laxatifs au besoin afin d'éviter toutes récidives.
Il arrive parfois que la fissure anale soit confondue avec l'hémorroïde. Pour les distinguer facilement, les hémorroïdes saignent davantage que la fissure anale et elles sont moins douloureuses. De plus, les hémorroïdes sont accompagnées d’un œdème qui provoque une boule parfaitement détectable au toucher, ce qui n'est pas le cas de la fissure anale. Généralement, les personnes victimes de fissures associent cela à une sensation de déchirure à chaque passage de selle.
Une fissure latérale, ou des fissures multiples sont possibles, indiquant alors des fissurations secondaires à des causes particulières (pathologies inflammatoires, traumatismes...).

### Fissure chronique
C'est une fissure anale qui dure plus de 6 semaines.  Les douleurs et la contracture anale sont moins intenses, mais l'ulcération se creuse, les bords de l'ulcération s'épaississent, le fond devient blanchâtre. L'ulcération peut s'accompagner d'une marisque. La cicatrisation spontanée est plus rare (moins de 35 % à 2 mois).

### Fissure surinfectée
Il n'est pas rare en cas de diagnostic tardif, de se retrouver avec une fissure anale infectée (infection bactérienne à staphyloccoque, infection fongique à Candida albicans). En cas d'infection fongique, une inspection du périnée et des organes génitaux externes permet de faciliter le diagnostic.
Une fissure surinfectée peut laisser suinter du pus, ce qui peut occasionner un prurit anal. L'infection abcédée peut créer une fistule sous-fissuraire.

## Étiologie

### Fissure anale primitive
C'est la forme habituelle, sans maladie particulière retrouvée, de loin la plus fréquente.
Les mécanismes conduisant à une fissure anale restent encore mal compris, mais deux facteurs principaux sont impliqués : une hypertonie du sphincter anal interne (qui dépend du système nerveux autonome), et une diminution de la vascularisation de l'épiderme du canal anal. Ces deux anomalies sont liées, c'est la pression sphinctérienne qui entraine une ischémie locale par compression des vaisseaux capillaires. La fissure anale est donc considérée comme un ulcère d'origine ischémique.
Les principales causes seraient mécaniques (traumatisme initial, comme une selle dure au cours d'une constipation). Il existe aussi des fissures avec un tonus anal de repos normal (après accouchement, chez l'enfant, chez le sujet âgé...). On évoque alors, dans cette situation, une fragilité particulière de l'épiderme anal.

### Fissures anales secondaires
Plus rarement, il existe des fissures anales (le plus souvent latérales ou multiples) secondaires à divers troubles ou maladies. Les plus fréquentes sont alors les ulcérations des maladies sexuellement transmissibles (syphilis et herpès principalement, puis infections opportunistes dans le VIH...) ; et les ulcérations tumorales (cancer de l'anus, lymphomes, hémopathies...).
Les autres causes sont très diverses ; 
- traumatisme anal répété (prise répétée de la température par voie anale, corps étrangers,  sodomie...) ;
- maladies inflammatoires, comme la maladie de Crohn ;
- maladies dermatologiques (psoriasis...) ;
- ulcérations liées à un prurit anal (lésions de grattage).

## Traitement

### Traitement médical
Le traitement de la fissure anale reste avant tout un traitement médical conservateur. Il consiste d'abord en des moyens simples, :
- Hygiène locale pour éviter une surinfection : bain de siège tiède ou chaud, gels gynécologiques.
- Soulagement de la douleur: antalgiques par voie orale ou rectale, pommade ou cérat anesthésique.
- Traitement de la constipation : régime riche en fibres et en liquide, laxatifs tels que le lactulose, le macrogol.

Cette première approche, non spécifique, est suffisante dans le traitement d'une fissure anale aiguë, mais les récidives sont fréquentes (20 à 60 % des cas). Dans le cas des fissures anales chroniques, la cicatrisation s'effectue dans un tiers à la moitié des cas.
Une deuxième ligne de traitement vise à relâcher les muscles du sphincter anal (diminution de l'hypertonicité sphinctérienne). Les myorelaxants, comme le phloroglucinol, n'ont pas montré d'efficacité prouvée. Divers médicaments à base de dérivés nitrés, d'inhibiteurs calciques, ou encore la toxine botulique sont utilisés ou en cours d'évaluation, avec des problèmes de coûts, de forme adaptée (médicament topique), et d'effets secondaires,.
Une étude récente (2020), un essai clinique randomisé et contrôlé sur 64 patients, a conclu qu'un cérat de médecine traditionnelle persane contenant de l'huile de giroflée (Erysimum cheiri) et de rose de Damas (Rosa × damascena) (WDC) avait des résultats équivalents à ceux d'un topique classique actuel chez le patient atteints de fissure anale aiguë (ulcère ischémique de la muqueuse de l'anus).

### Traitement chirurgical
En cas d'échecs du traitement médical, de fissures aiguës récidivantes, ou chronique persistante, une prise en charge chirurgicale est nécessaire.
La chirurgie vise à réduire l'hypertonie sphinctérienne quand elle existe, soit par action directe sur le muscle, soit par exérèse de la fissure. 
La technique recommandée par les auteurs anglo-saxons est la section partielle du sphincter anal (sphinctérotomie latérale extra-muqueuse), mais avec un risque d'incontinence anale, surtout aux gaz intestinaux. En France, l'exérèse de la plaie (fissurectomie) est de pratique courante, mais elle exposerait à des risques de récidive plus élevés,.
Des variantes et des combinaisons d'approches médicales et chirurgicales sont en cours d'évaluation,.